# La Befa
La Befa ist ein Ortsteil (Fraktion, italienisch frazione) der italienischen Gemeinde Murlo in der Provinz Siena in der Toskana.

## Geografie
Der Ort liegt etwa 5 km südlich des Hauptortes Murlo und etwa 23 km südöstlich der Provinz- und Regionalhauptstadt Siena im Erzbistum Siena-Colle di Val d’Elsa-Montalcino. La Befa liegt bei 151 m s.l.m. und hatte 2001 ca. 30 Einwohner. 2011 waren es 34 Einwohner. Etwa 500 m südlich des Ortes fließt der Fluss Crevole als rechter Zufluss in den Ombrone.

## Geschichte
Erstmals erwähnt wurde der Ort 1084, als die Nonnen der Vallombrosaner von Sant’Ambrogio a Montecellese (nahe Fontebecci, Siena, heute im Gemeindegebiet von Monteriggioni) im Ort Besitztümer hatten. Danach gehörte der Ort zu den Vallombrosaner aus Badia Ardenga bis zur Auflösung des Klosters 1462 durch Papst Pius II., der den Ort an das Bistum Siena gab.

## Sehenswürdigkeiten

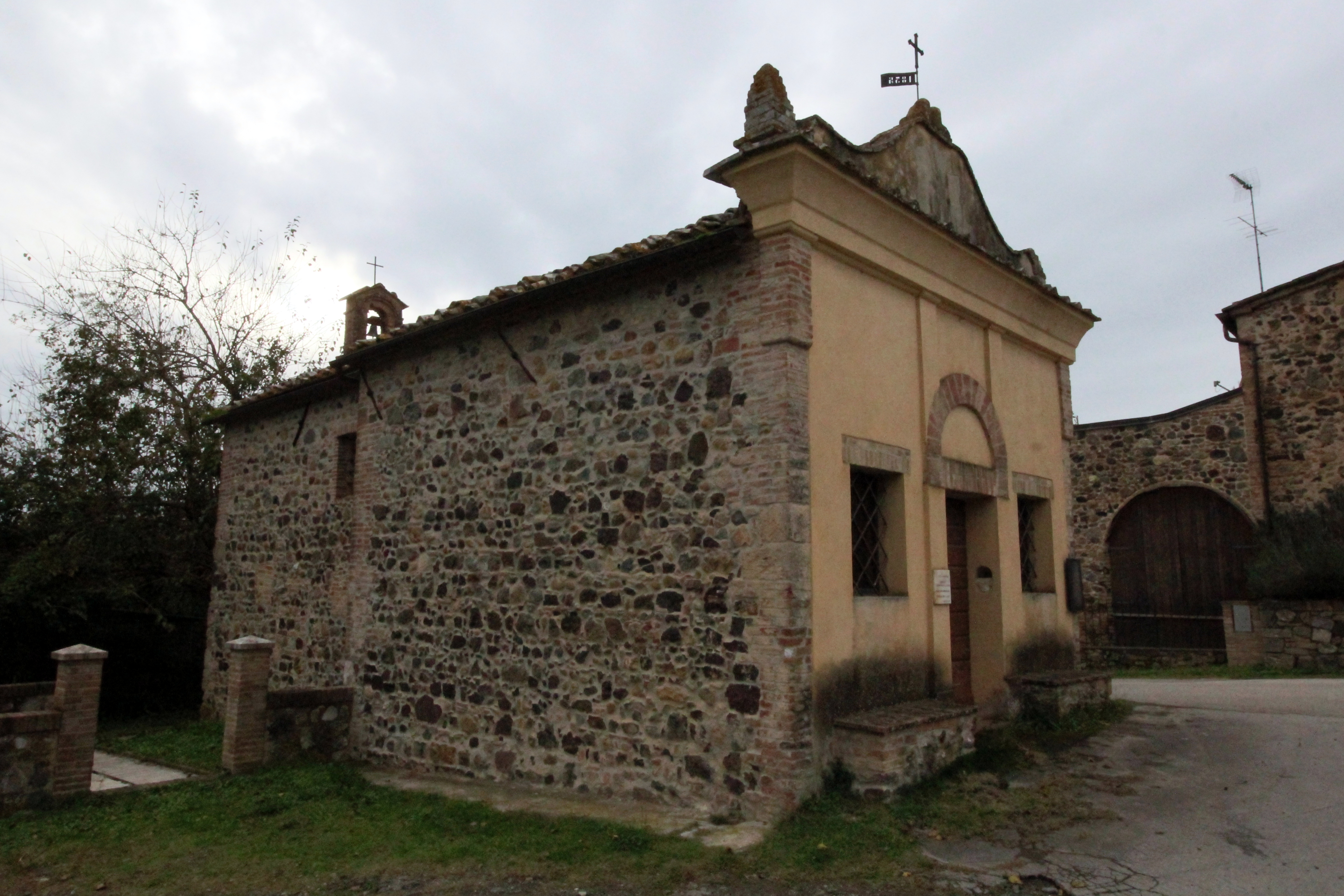
Santa Maria de La Befa

- Santa Maria Assunta (auch Cappella di Santa Maria Assunta[5]), ehemalige Kirche/Kapelle am südlichen Ortsende. War bis 1785 Sitz der Compagnia dell’Assunzione di Maria Vergine detta dei Celesti (meist Compagnia dei Celesti). Im 19. Jahrhundert wurde die Fassade nach Norden verändert, vorher zeigte sie nach Osten. Gleichzeitig wurde die Fläche verdoppelt. Die Glocke enthält die Gravur MDCCCLX (1860).[6] Die Kirche enthielt das Trittico Assunzione della Vergine con San Tommaso tra i Santi Stefano e Sigismondo (auch Trittico della Befa oder Trittico de La Befa genannt) eines unbekannten Künstlers der Schule von Siena aus dem 15. Jahrhundert.[5] Das Gemälde wurde 1972 vom italienischen Staat erworben und zunächst in der Pinacoteca Nazionale di Siena verbracht, heute befindet es sich im Museo di arte sacra della Val d’Arbia in Buonconvento.[7]
- Mulino della Befa, Mühlenruine am Fluss Crevole.[8]
- San Michele Arcangelo, Kirche (Pieve) in Montepertuso, kurz nördlich des Ortes, die 1214 erwähnt wurde.[5]

Bilder von La Befa
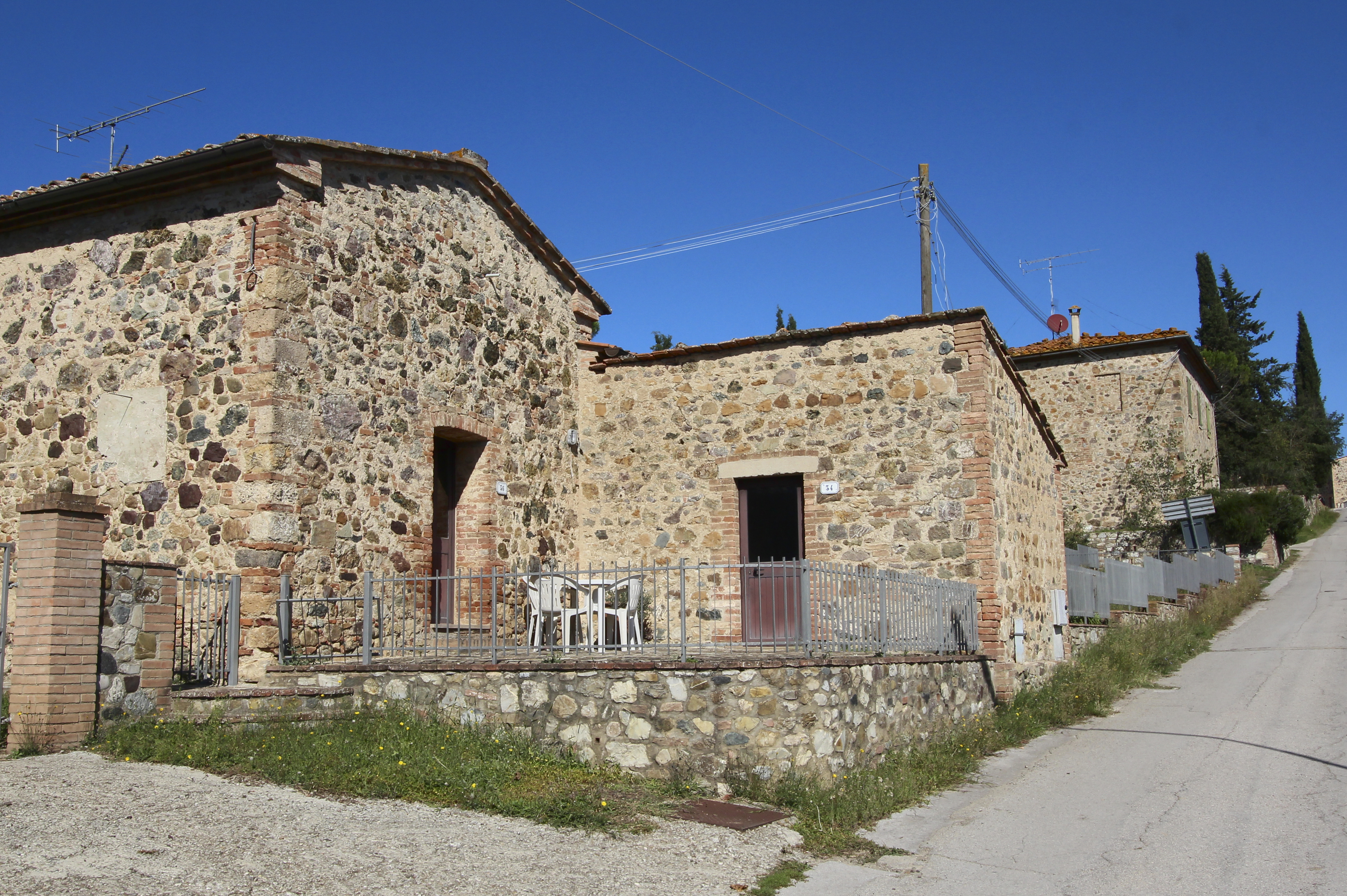
Häuser in La Befa
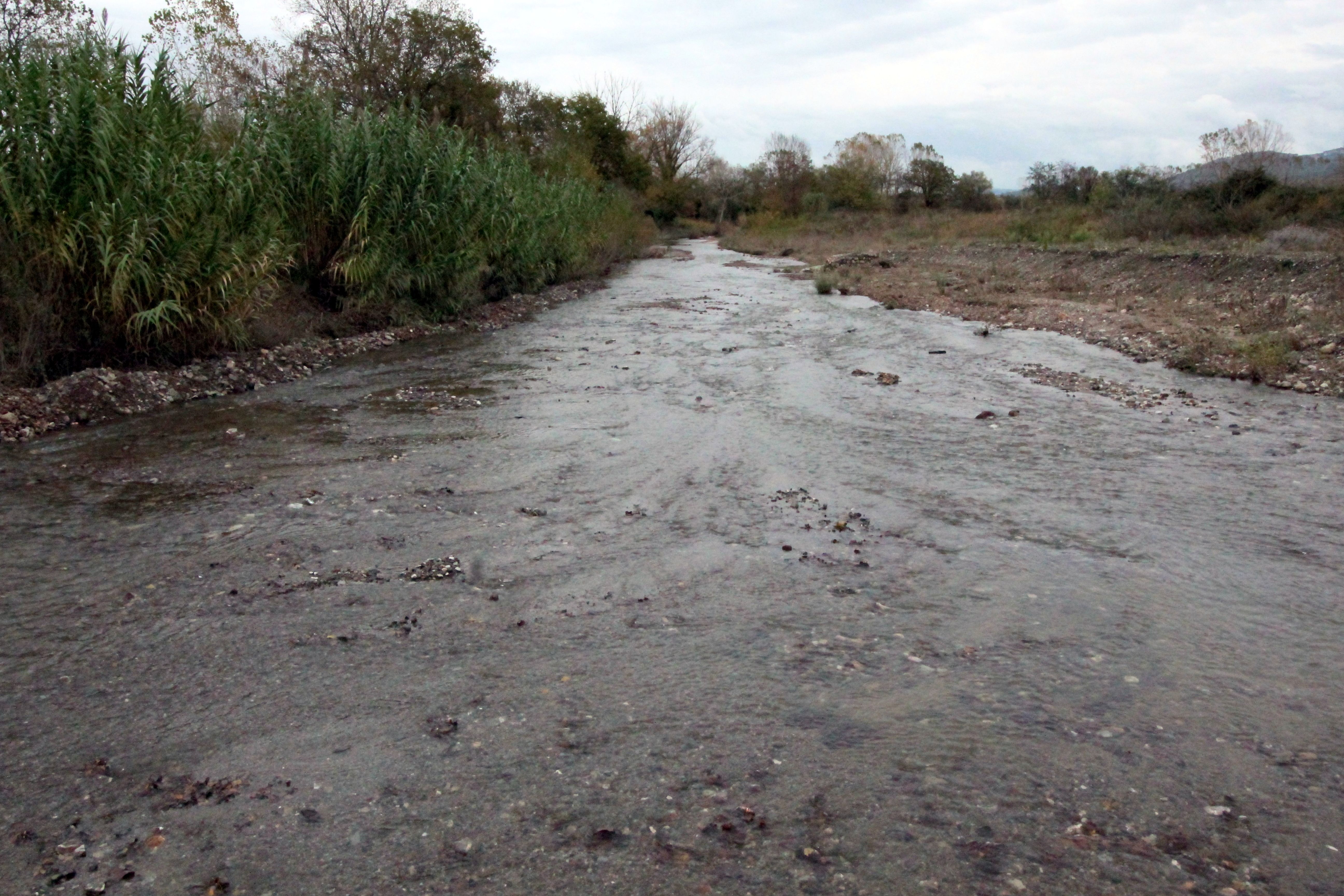
Der Fluss Crevole bei La Befa
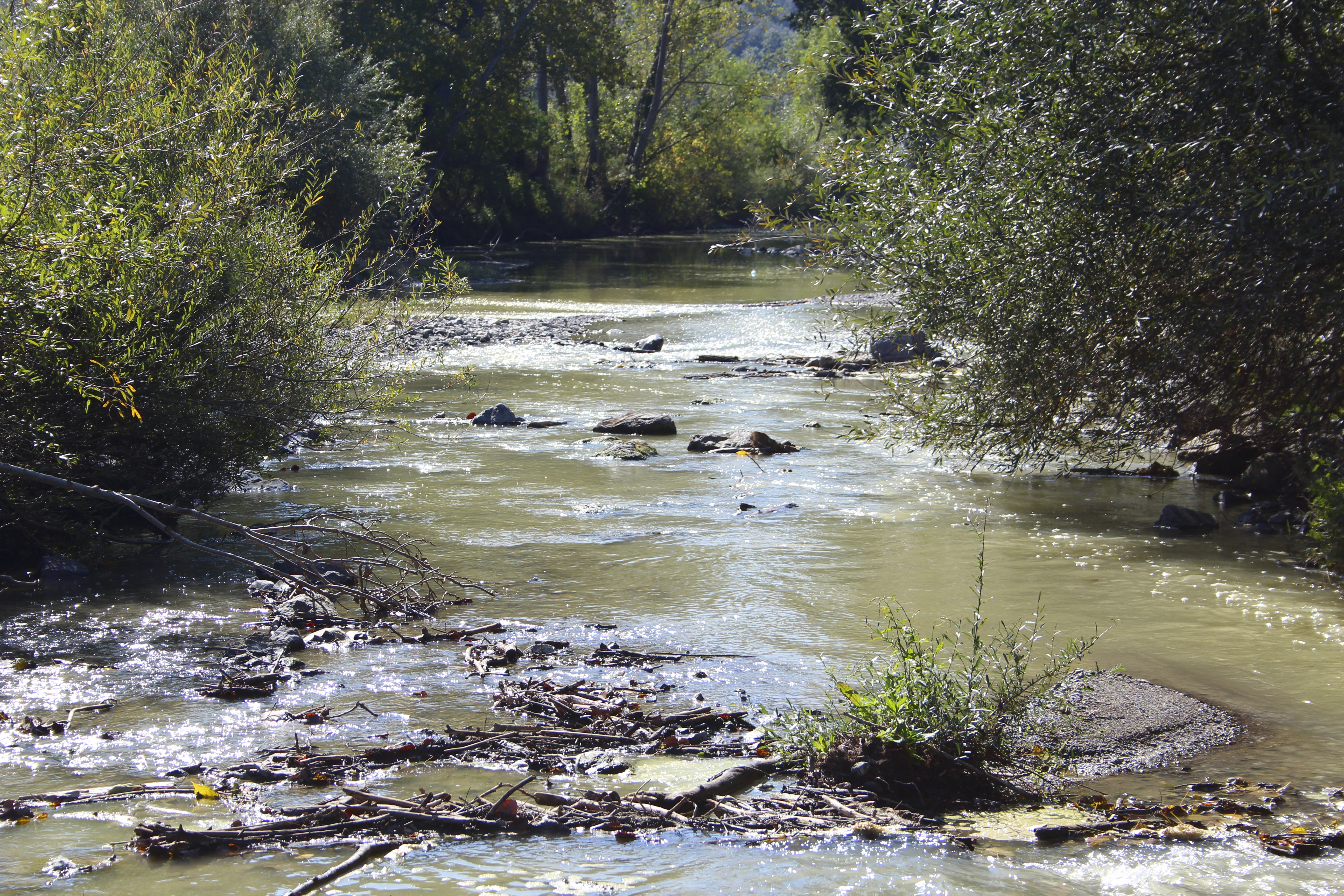
Der Fluss Ombrone bei La Befa
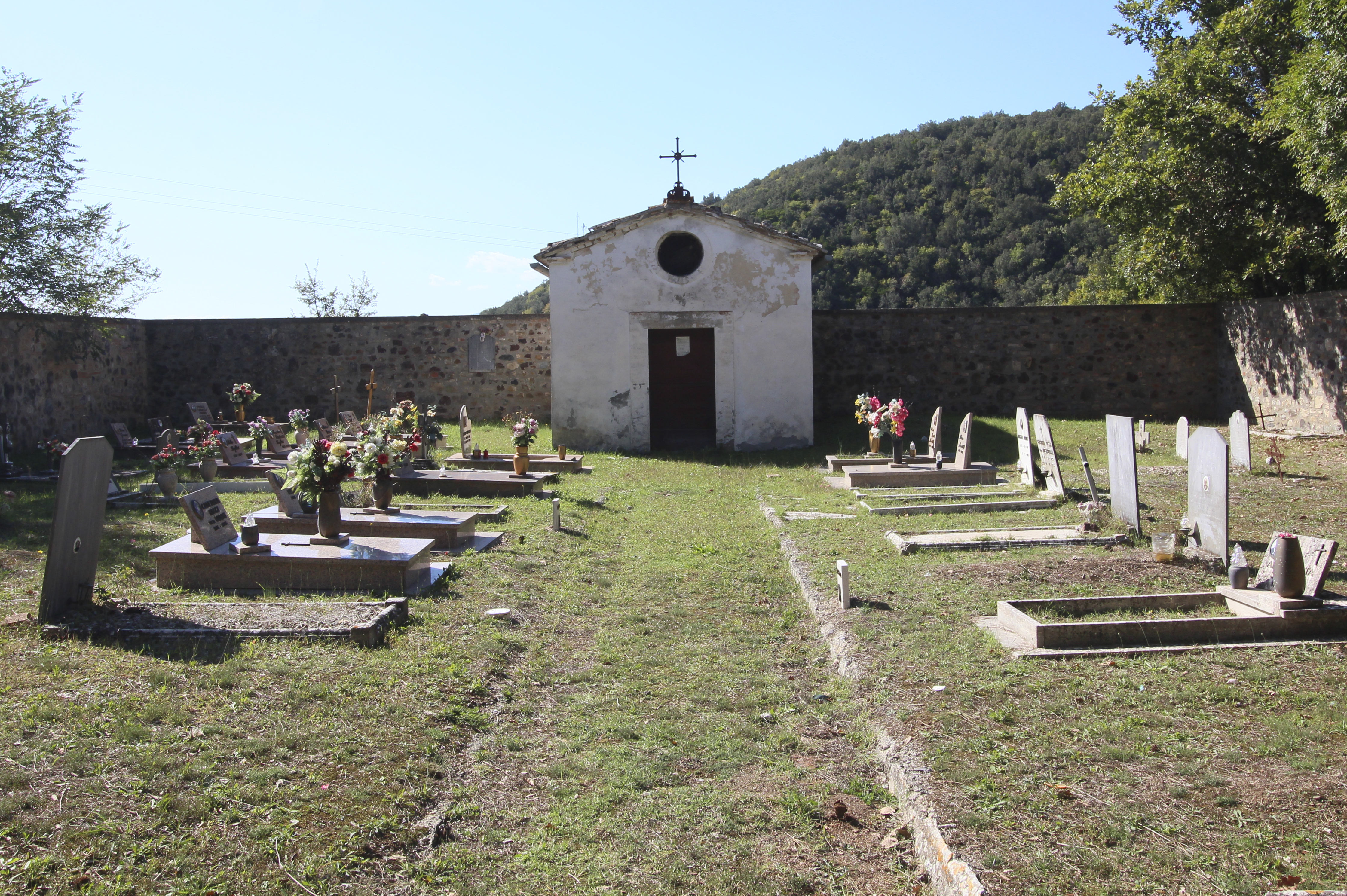
Der Friedhof Cimitero de la Befa
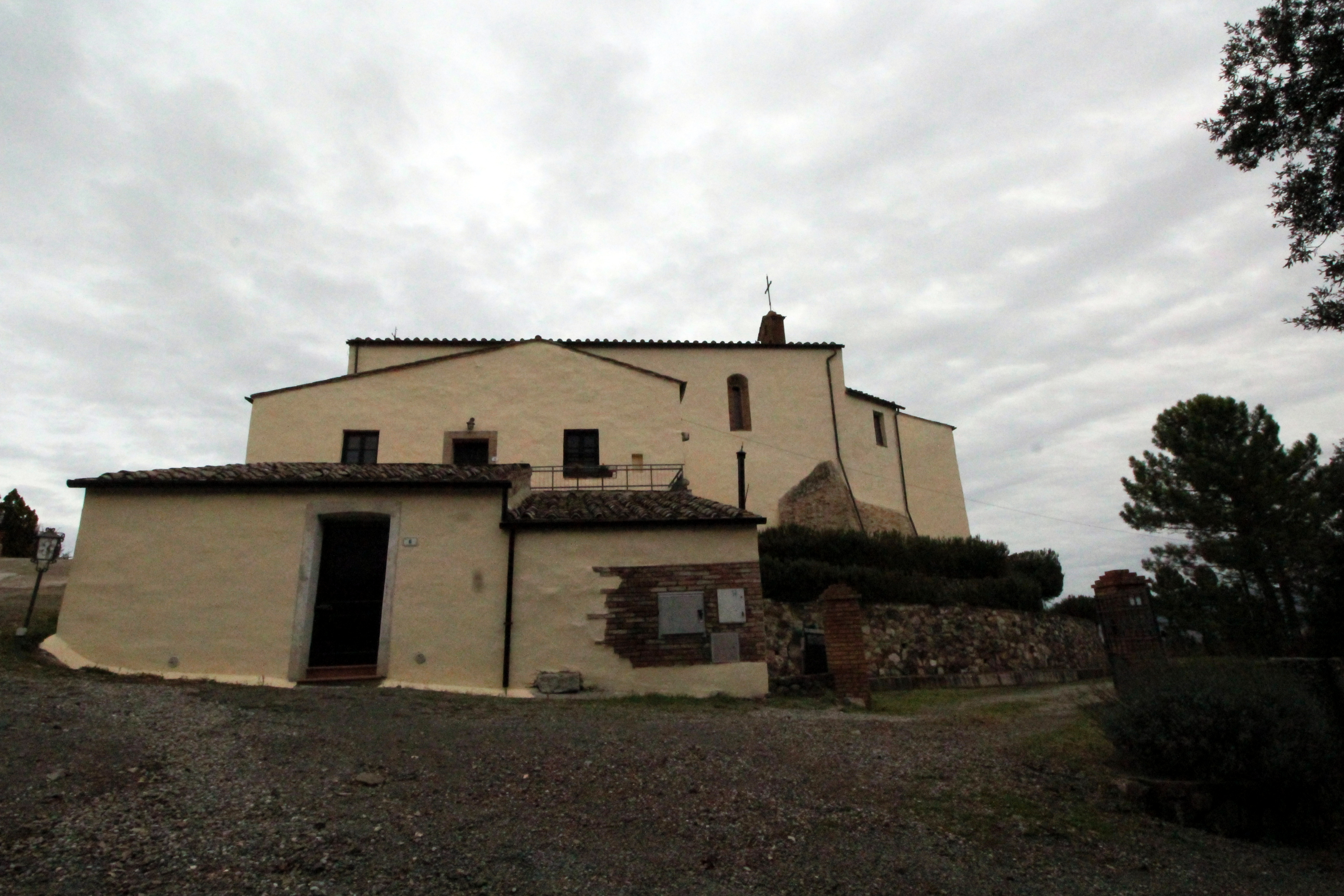
San Michele Arcangelo a Montepertuso

## Verkehr

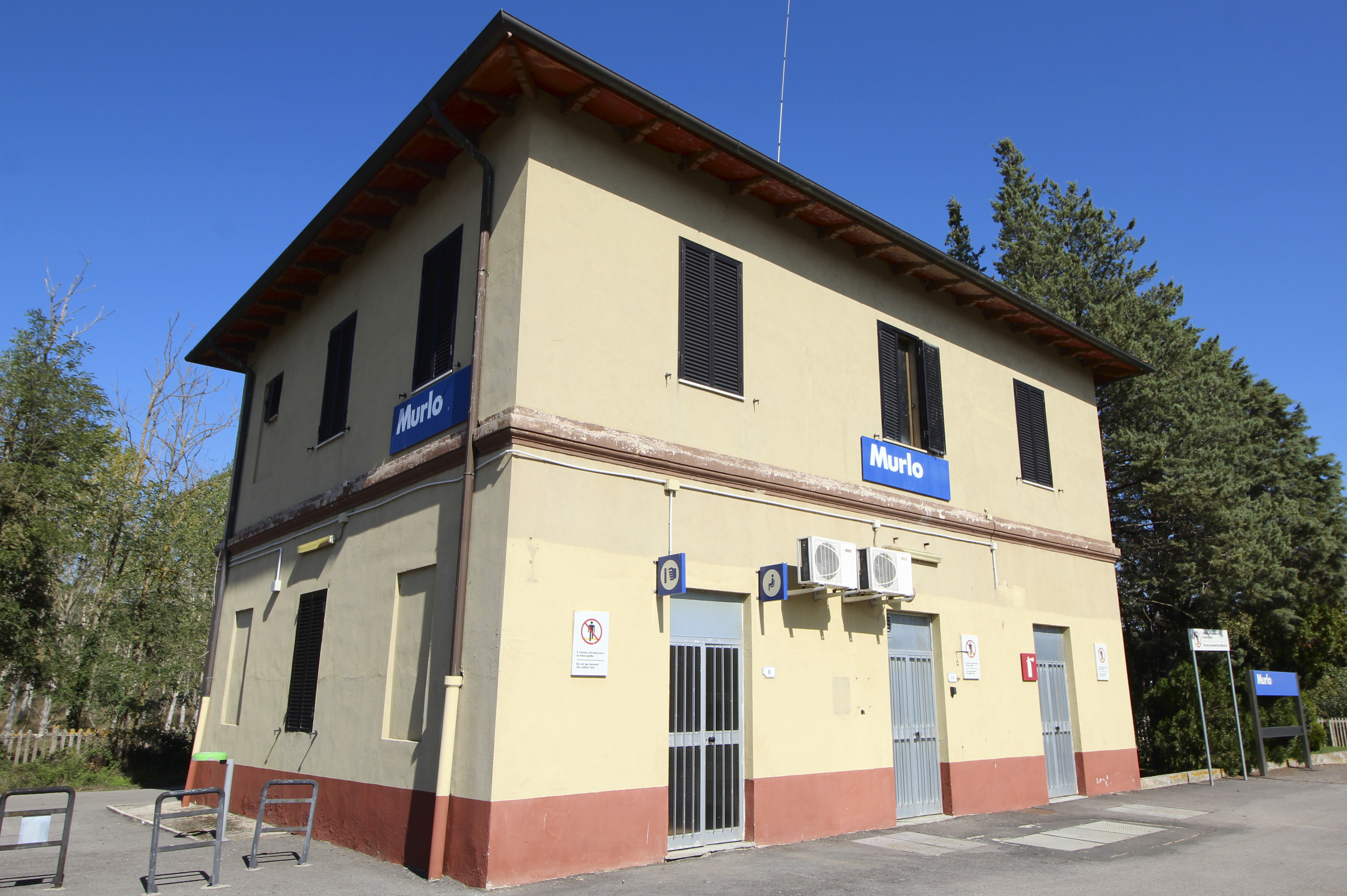
Der Bahnhof von Murlo in La Befa

- In La Befa liegt der Bahnhof von Murlo (Stazione di Murlo). Der Haltepunkt liegt an der Bahnstrecke Siena-Grosseto und wird heute von etwa zehn Zügen pro Tag angefahren.